# Jonway

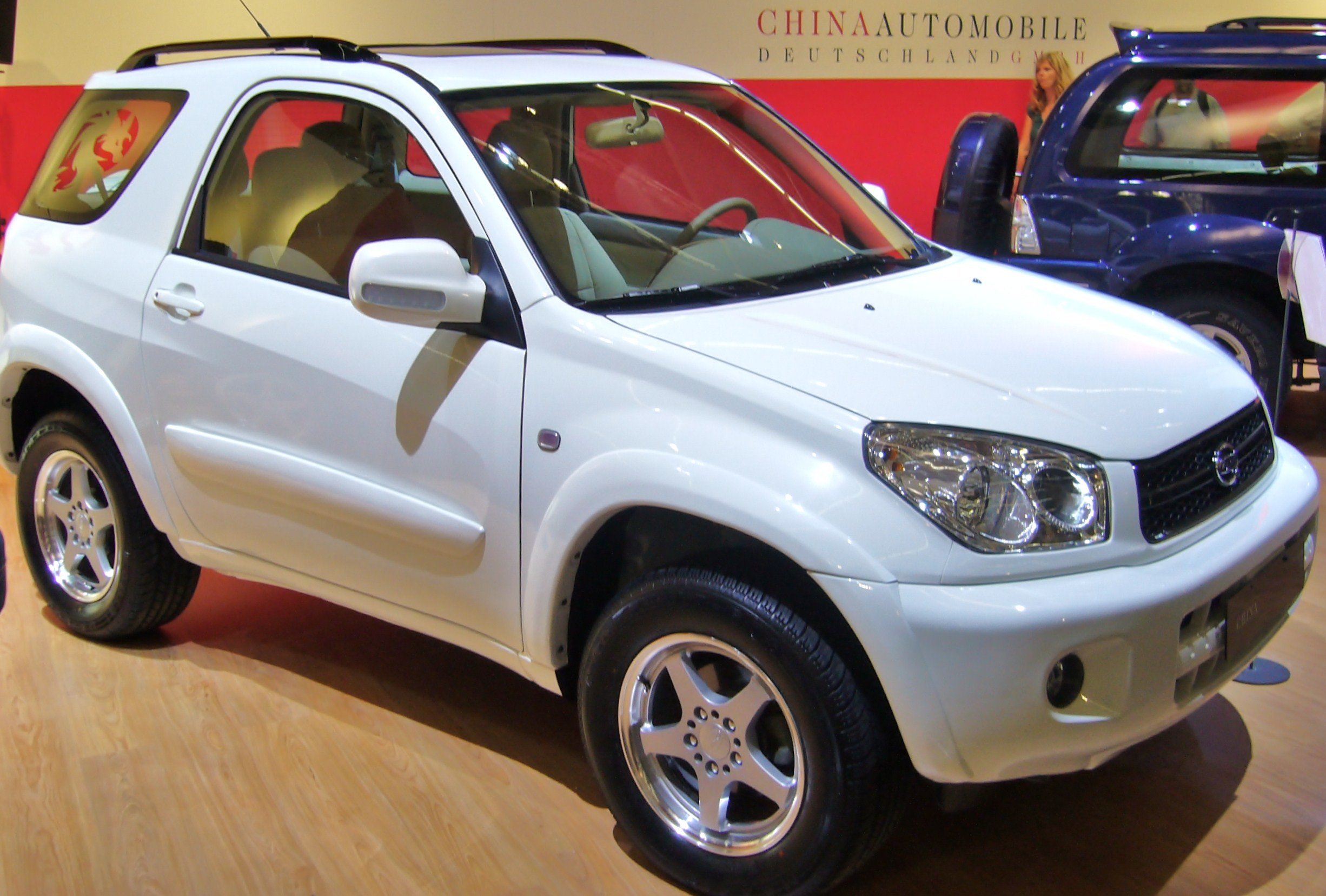
Jonway UFO

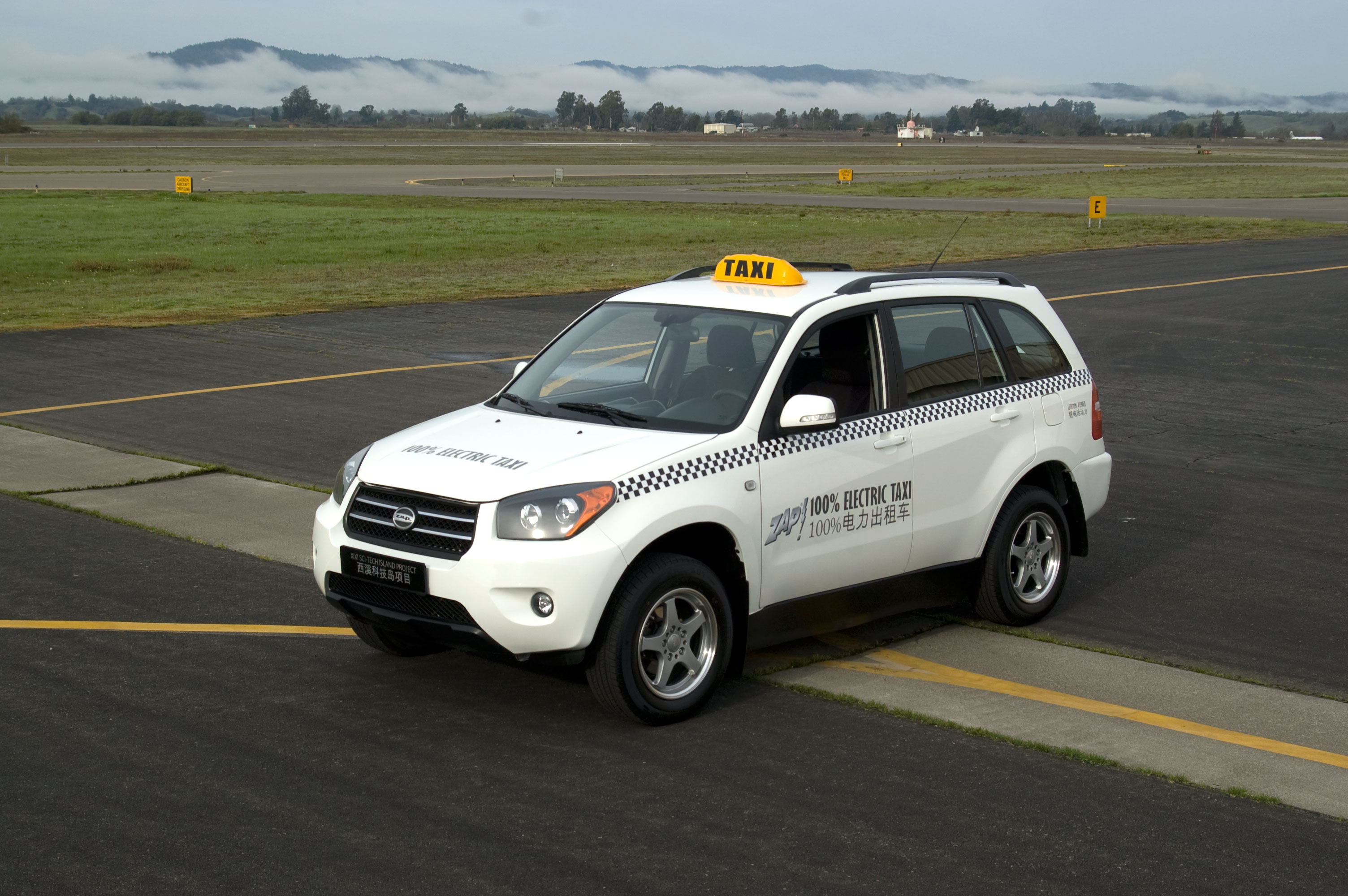
Zap-taxi-jonway-electric-suv-a380

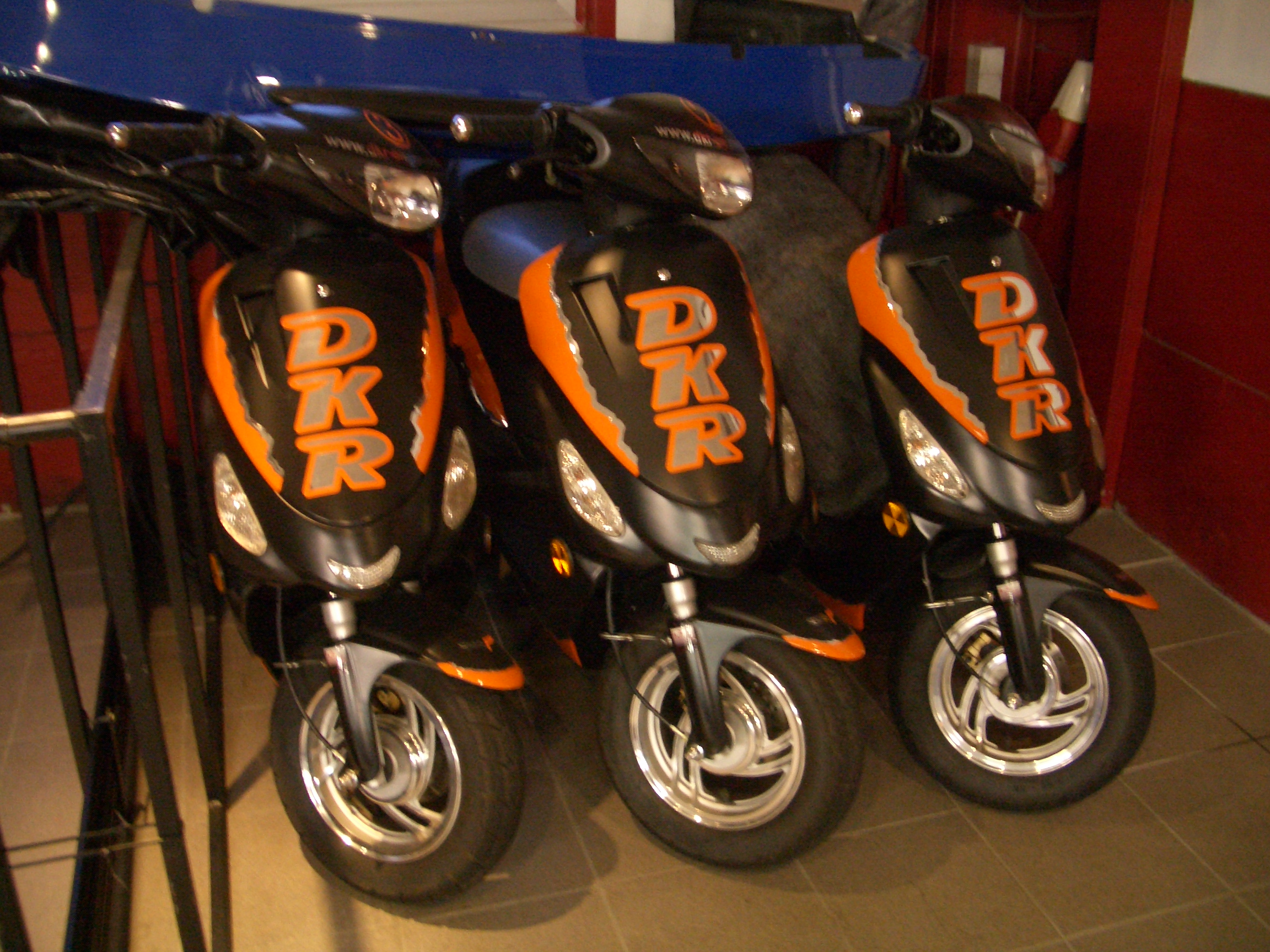
Skútry

Jonway je značka celosvětové skupiny Jonway Group se sídlem ve městě Tchaj-čou v provincii Če-ťiang. Čínská společnost Jonway (Jonway Group Co., Ltd.), založená v devadesátých letech dvacátého století, vyrábí motocykly, skútry, kompresory, čisticí stroje a další výrobky. V roce 2004 představili první automobil, model Jonway Ufo, menší vůz kategorie SUV, poháněný čtyřválci Mitsubishi o objemu 1,6 a 2,0 litru.

## Popis společnosti
Jonway Company je jedna z desítek dceřiných společností Jonway Group, vyrábí plastové pokrytí pro motocykly i automobily, a to až kolem jednoho milionů sad ročně. Ostatní dceřiné společnosti jsou Jonway Machinery & Electric, která má výrobní kapacitu více než jeden milion vzduchových kompresorů, Jonway plastové trubky apod. Všechny dceřiné společnosti této skupiny mají významné místo na domácím i světovém trhu. 
Další dvě dceřiné společnosti Shanghai JMStar motocykly Co a Ltd a Shanghai Shenke motocykly typu AS začaly vyrábět s jejich vlastní značkou až do výše 100 tisíc kusů ročně. Jonway Group nedávno[kdy?] provedla strategický plán investice do výroby automobilů a jejich části v Číně. Vlastní značka chce dosáhnout výrobní kapacity 30 tisíc automobilů ročně. Skupina Jonway získala certifikaci „ISO 9001:2000“ a další certifikace.
Nejznámější a také nejprodávanější značkou této skupiny je Kingway, která už od roku 1999 dodává na evropský trh motorky, skútry a čtyřkolky. Mezi nejúspěšnější modely firmy se řadí typ Barracuda a EuroBoy, oba stroje patří mezi skútry s obsahem do 50cm³. Názvy dalších modelů skútrů Kingway: Ufo, Camaro, Paulo, Coliber, Arrow, Koyot, Martinelli, Fox, Zibo, Ibis, Varadero, Quatro, Guliver, Holigan, Fenari, Corvette.